# 리아 카타야
리아 카타야(Ria Kataja, 1975년 10월 15일 ~ )는 핀란드의 배우이다.

## 출연 작품
- 오로라 (2019)
- 오픈 업 투 미 (2013)
- 블랙 아이스 (2007)